# 1938 dans le catholicisme
Chronologie du catholicisme
- 1934
- 1935
- 1936
- 1937
- 1938
- 1939
- 1940
- 1941
- 1942

Cet article présente les faits marquants de l'année 1938 dans le catholicisme.

## Évènements
- 17 avril : canonisation d'André Bobola, Jean Leonardi et Salvador d'Horta.
- 25 au 30 mai : congrès eucharistique international à Budapest présidé par le légat du pape, le cardinal Eugenio Pacelli, futur pape Pie XII.

## Naissances
- 10 janvier : Samir Khalil Samir, prêtre jésuite, islamologue, orientaliste et théologien égyptien
- 27 janvier : Jean-Marie Mérigoux, prêtre dominicain et universitaire français († 7 novembre 2020)
- 3 février : Antonio Maria Vegliò, cardinal italien de la Curie, précédemment diplomate du Saint-Siège et archevêque titulaire d'Aeclanum (de)
- 13 février : 
  - Pierre Raffin, prélat dominicain français, évêque de Metz († 2 février 2024)
  - Jean Rouquette, prêtre français, critique littéraire et écrivain en langue occitane
- 15 février : Michel Moutel, prélat français, archevêque de Tours († 11 mai 1998)
- 18 février : Louis-Marie Billé, cardinal français, archevêque de Lyon († 12 mars 2002)
- 20 février : Paolo Romeo, cardinal italien, archevêque de Palerme, précédemment archevêque titulaire de Vulturia (de)
- 6 mars : 
  - Francesco Coccopalmerio, cardinal italien de la Curie, précédemment archevêque titulaire de Coeliana (de)
  - Luis Robles Díaz, prélat mexicain, diplomate du Saint-Siège et archevêque titulaire de Stephaniacum (de) († 7 avril 2007)
- 17 mars : Keith O'Brien, cardinal britannique, archevêque de Saint Andrews et Édimbourg († 19 mars 2018)
- 29 mars : Manuel Monteiro de Castro, cardinal portugais de la Curie, précédemment diplomate du Saint-Siège et archevêque titulaire de Beneventum (de)
- 1er avril : Pierre Nguyên Van Nhon, cardinal vietnamien, archevêque d'Hanoï
- 17 avril : Elisabeth Schüssler Fiorenza, théologienne féministe américaine
- 18 avril : Giorgio De Capitani, prêtre italien, spécialiste de la mystique contemporaine
- 20 avril : Daniel Buechlein, prélat américain, archevêque d'Indianapolis († 25 janvier 2018)
- 1er mai : 
  - Stanisław Musiał, prêtre jésuite, théologien et philosophe polonais, engagé dans la dialogue judéo-chrétien († 5 mars 2004)
  - James Weisgerber, prélat canadien, archevêque de Winnipeg
- 8 mai : Bienheureux Pierre Claverie, prélat dominicain et missionnaire français, évêque d'Oran, martyr († 1er août 1996)
- 17 mai : Aquilino Bocos Merino, cardinal espagnol, précédemment supérieur général des missionnaires clarétains et archevêque titulaire d'Urusi
- 18 mai : Hermann Giguère, prêtre et enseignant canadien
- 25 mai : Guy Chevalier, prélat français, évêque de Taiohae
- 27 mai : Christian von Wernich, prêtre argentin, coupable de crimes contre l'humanité
- 1er juin : Carlo Caffarra, cardinal italien, archevêque de Bologne († 6 septembre 2017)
- 2 juin : Dieter Scholz (de), prélat allemand, évêque de Chinhoyi (en)
- 8 juin : Angelo Amato, cardinal italien de la Curie, précédemment archevêque titulaire de Sila († 31 décembre 2024)
- 24 juin : Félix Job, prélat nigérian, archevêque d'Ibadan
- 27 juin : Pietro Sambi, prélat italien, diplomate du Saint-Siège et archevêque titulaire de Bellicastrum († 27 juillet 2011)
- 28 juin : Antoine Ganyé, prélat béninois, archevêque de Cotonou
- 13 juillet : Justin Gnanapragasam (en), prélat sri-lankais, évêque de Jaffna (en)
- 28 juillet : Roger Gryson, prêtre et théologien belge
- 31 juillet : José Maria Pinheiro (pt), prélat brésilien, évêque de Bragança Paulista (pt)
- 4 août : Bernard Charrier, prélat français, évêque de Tulle
- 9 août : Robert Zollitsch, prélat allemand, archevêque de Fribourg-en-Brisgau
- 28 août : Józef Kowalczyk, prélat polonais, archevêque de Gniezno, primat de Pologne
- 23 septembre : Juan Antonio Ugarte Pérez, prélat péruvien, archevêque de Cuzco
- 13 octobre : Camille Perl, prélat luxembourgeois de la Curie († 21 juillet 2018)
- 7 novembre : Sigitas Tamkevičius, cardinal lituanien, archevêque de Kaunas
- 8 novembre : Louis Kébreau, prélat haïtien, archevêque de Cap-Haïtien
- 9 novembre : 
  - Philippe Gueneley, prélat français, évêque de Langres
  - Arthur Hervet, prêtre assomptionniste français, défenseur des Roms († 23 novembre 2020)
- 10 novembre : Olivier de Berranger, prélat français, évêque de Saint-Denis († 23 mai 2017)
- 23 novembre : Patrick Kelly, prélat britannique, archevêque de Liverpool
- 3 décembre : Werner Thissen, prélat allemand, archevêque de Hambourg († 15 avril 2025)
- 6 décembre : Janusz Bolonek, prélat polonais, diplomate du Saint-Siège et archevêque titulaire de Madaure († 2 mars 2016)
- 13 décembre : Rainer Klug, prélat allemand, évêque auxiliaire de Fribourg-en-Brisgau et évêque titulaire d'Ala Miliaria (de)
- 28 décembre : Francis Teke Lysinge, prélat camerounais, évêque de Mamfé
- Date précise inconnue : 
  - Fañch Kerrain, prêtre, philosophe et écrivain français
  - Laurent Laot, prêtre, sociologue et universitaire français

## Décès
- 3 janvier : André du Bois de La Villerabel, prélat français, archevêque de Rouen (° 24 juin 1864)
- 5 février : Albin Markuszewski, prêtre soviétique, victime de la répression stalinienne (° 1er mars 1877)
- 9 février : Florian Demange, prélat et missionnaire français, vicaire apostolique de Taiku et évêque titulaire d'Adrasus (de) (° 25 avril 1875)
- 16 février : Luigi Capotosti, cardinal italien de la Curie (° 23 février 1863)
- 27 février : Bienheureux Stanisław Streich, prêtre polonais, martyr du communisme (° 27 août 1902)
- 3 mars : Alfred Flocard, prélat français, évêque de Limoges (° 11 avril 1866)
- 13 mars : Carlo Dalmazio Minoretti, cardinal italien, archevêque de Gênes (° 17 septembre 1861)
- 21 avril : Alexandre Le Roy, prélat et missionnaire français, supérieur général de la Congrégation du Saint-Esprit et évêque titulaire d'Alinda (de) puis archevêque titulaire de Carie (de) (° 19 janvier 1854)
- 28 mai : Fernand Mourret, prêtre, historien et écrivain français (° 3 décembre 1854)
- 13 juillet : Giulio Serafini, cardinal italien de la Curie, précédemment archevêque titulaire de Thermae Basilicae (de) (° 12 octobre 1867)
- 14 juillet : Joseph Tournier, prêtre, historien, archéologue et géologue français (° 25 avril 1854)
- 30 août : Bienheureux Estephan Nehmé, religieux maronite libanais (° 7 mars 1889)
- 4 septembre : Patrick Joseph Hayes, cardinal américain, archevêque de New York (° 20 novembre 1867)
- 20 septembre : Bienheureuse Marie-Thérèse de Saint Joseph, religieuse allemande, fondatrice des Carmélites du Divin Cœur de Jésus (°n 19 juin 1855)
- 8 octobre : Auguste-Léopold Huys, prélat et missionnaire belge, vicaire apostolique coadjuteur du Congo supérieur et évêque titulaire de Rusicade (de) (° 9 juillet 1871)
- 13 novembre : Duarte Leopoldo e Silva, prélat brésilien, premier archevêque de São Paulo (° 4 avril 1867)
- 28 novembre : Alexandre Pons, prêtre et missionnaire français en Algérie et en Tunisie (° 2 juillet 1877)
- 12 décembre : Victor Grégoire, prêtre, botaniste et enseignant belge (° 5 décembre 1870)
- 24 décembre : Lev Skrbenský z Hříště, cardinal tchèque, archevêque d'Olomouc (° 12 juin 1863)
- 30 décembre : Aleksander Kakowski, cardinal polonais, archevêque de Varsovie (° 5 février 1862)